# 함포 사격 지원
함포사격지원(Naval gunfire support)은 함포를 적 해안에 사격함으로서 상륙하는 아군을 지원하는 것이다.
근현대 역사 속에서 많은 전투에서 사용되었으며, 예시로는 노르망디 상륙 작전이 있다.